# Isso a Globo Não Mostra
Isso a Globo Não Mostra é um quadro humorístico exibido dentro do programa dominical Fantástico de 20 de janeiro de 2019 a 22 de março de 2020, em duas temporadas. Foi criado inicialmente para ter quatro episódios, mas, devido à boa recepção, ganhou mais episódios. Tem autoria de Diego Tavares, Eduardo Rios, Gui Sousa, Luanna Guimarães e Rodolpho Rodrigo. Redação final de Leonardo Lanna e supervisão artística de Marcius Melhem e Daniela Ocampo. O programa se assemelha ao Tá no Ar: a TV na TV, que fora exibido na emissora entre 2014 e 2019.
A primeira temporada foi exibida entre 20 de janeiro e 29 de dezembro de 2019. Já a segunda temporada estreou em 1 de março de 2020, contudo, por conta da Pandemia de COVID-19, a temporada foi interrompida, com o último episódio indo ao ar em 22 de março. Em outubro, foi anunciado o cancelamento definitivo do quadro.
O programa utiliza-se dos programas da própria Rede Globo para fazer as piadas, seja de algo acontecido nos próprios programas, como de assuntos que transcorreram durante a semana e tiveram grande repercussão, como a prisão do ex-presidente Michel Temer e a tentativa de censura na Bienal do Livro do Rio de Janeiro. Outra marca do programa são as piadas e críticas ao governo Jair Bolsonaro a seus atos, como a censura à Ancine e casos ligados diretamente ao governo, como o Laranjal do PSL e a Vaza Jato.

## Episódios
| Temporada    | Início                | Término                | Episódios           |
| ------------ | --------------------- | ---------------------- | ------------------- |
| 1ª Temporada | 20 de janeiro de 2019 | 29 de dezembro de 2019 | 50 (50º)            |
| 2ª Temporada | 1 de março de 2020    | 22 de março de 2020    | 4 (54º)             |
| 3ª Temporada | 27 de abril de 2025   | Presente               | 11 (70º) 27/07/2025 |

"Três Reais", exibido no segundo episódio, mostrou quando a artesã Raquel Amaral ensinou a fazer carteiras no programa É de Casa e sugeriu vendê-las ao custo de três reais. O quadro transformou a fala em um meme instantâneo. Os "Três Reais" apareceram no episódio seguinte e no 31º, adaptando uma participação de Dennis DJ no Domingão do Faustão.
No final do terceiro episódio, o programa fez uma série de montagens com o jornalista William Bonner, fazendo-o cantar a canção Jenifer, do cantor Gabriel Diniz. Foi um dos programas que teve maior audiência.
No sétimo episódio, o programa fez piada com o caso que ficou conhecido como Surubão de Noronha, onde supostamente atores e artistas organizam festas na ilha de Fernando de Noronha.
No 36.º episódio, houve uma crítica do programa ao silêncio do governador do Rio de Janeiro Wilson Witzel no caso da menina Ágatha Félix, morta alvejada por um tiro de fuzil em uma favela na Zona Norte da capital carioca. Foi o único programa em que teve um encerramento mais sério.
Em todos episódios, houve menções e piadas sobre algum fato ocorrido durante o governo de Jair Bolsonaro, entre eles:
- Laranjal do PSL[14]
- Caso Queiroz
- Indicação de Eduardo Bolsonaro para embaixada nos Estados Unidos
- Incêndios florestais na Amazônia em 2019
- Vazamento de óleo no Brasil em 2019[15]

### Retorno
Em 27 de abril de 2025, o quadro retornou com um episódio para aniversário de 60 anos da Globo após cinco anos fora do ar.